# Mablethorpe
Mablethorpe is een plaats en civil parish in het bestuurlijke gebied East Lindsey, in het Engelse graafschap Lincolnshire met 11.700 inwoners.